# Charles Roger Alcock
Charles Roger Alcock (Windsor, 1951) é um astrônomo britânico/neozelandês. É atualmente diretor do Harvard-Smithsonian Center for Astrophysics (CfA) em Cambridge (Massachusetts).